# Prix Chern
Le prix Chern en mathématiques est une distinction mathématique créée en 2001 en l'honneur du Professeur Shiing-Shen Chern. Ce prix est décerné tous les trois ans lors du Congrès international des mathématiciens chinois à des mathématiciens chinois ou d'origine chinoise ayant apporté des « contributions exceptionnelles à la recherche mathématique ou des activités de service public dans la diffusion des mathématiques » .
Un autre prix porte le nom du mathématicien Chern : c'est la Médaille Chern décernée tous les quatre ans lors du Congrès international des mathématiciens, depuis 2010.

## Histoire
Les lauréats sont sélectionnés par un comité de mathématiciens afin de reconnaître la réussite des mathématiciens d'origine chinoise. En 2010, un événement commémoratif spécial a eu lieu à Beijing, en plus de la présentation de la remise de prix traditionnelle, afin de célébrer le centenaire de la naissance du professeur Chern.

## Lauréats
- 2001 : Song-Sun Lin (Chiao Tung University (en)) et Jiu-Kang Yu (Université Purdue)
- 2004 : Fanghua Lin (Université de New York) et Lo Yang (Académie chinoise des sciences)
- 2007 : Shiu-Yuen Cheng (Université des sciences et technologies de Hong Kong) et Mu-Tao Wang (Université Columbia)
- 2010 : Jiaxing Hong (Université Fudan), Conan Nai-Chung Leung (Université chinoise de Hong Kong) et Winnie Li (National Center of Theoretical Sciences,Taiwan)
- 2013 : Bong Lian (Université Brandeis) et Lee Si-Chen (en) (Université nationale de Taïwan)[4]
- 2016 : Ronnie Chan (en) (Groupe Morningside) et Zhu Xiping (Université du Texas à Austin)[5]
- 2019 : Wen-Wei Lin (Université nationale Yang Ming Chiao Tung) et Shing-Tung Yau (Université de Hong Kong)[6].
- 2022 : Chin-Lung Wang (Université Nationale de Taiwan) et Ngaiming Mok (Université de Hong Kong)[7]